# Damasithyme
Titre
roi des Calyndiens
Damasithyme (en grec moderne : Δαμασίθυμος ; né au début du Ve siècle av. J.-C.) était le roi de Calynda (en grec moderne : Κάλυνδος), une ville de l’ancienne Carie. Son père était Candaules (en grec moderne : Κανδαύλης).

## Biographie
Damasithyme est mentionné par l'historien grec Hérodote, dans les septième et huitième livres de ses Histoires intitulés Polymnia (livre VII) et Urania (livre VIII), ainsi que par l'écrivain grec Polyen, dans le huitième livre de son ouvrage Stratagems .
Damasithyme était l'allié du roi perse Xerxès Ier lors de la deuxième invasion de la Grèce par la Perse. Il combattit lors de la bataille navale d'Artémision et de la bataille navale de Salamine en 480 avant J.C. Il participa aux deux batailles en tant que commandant du seul navire calyndien de la marine perse. Il fut tué lors de la bataille de Salamine.
Son navire, ainsi que des navires des cités de Halicarnasse, Cos et Nisyros, étaient sous le commandement de la reine Artémise Ire. La flotte d'Artémise, dont faisait partie le navire de Damasithyme, avaient la réputation de posséder les meilleurs marins de la flotte perse, avec les navires de Sidon. Hérodote indique que Damasithyme était l'un des hommes les plus remarquables au sein des navires perses.
Damasithyme fut tué lors la bataille de Salamis quand le navire d'Artémise percuta son navire, bien qu'ils fussent tous deux alliés, car elle voulait apparemment échapper à un navire athénien sous le commandement d'Ameinias (en) qui la poursuivait,,. Le navire de Damasithyme fut coulé et son équipage se noya. Quand Xerxès vit Artémise couler le navire de Damasithyme, il pensa qu'elle avait coulé un navire grec. Selon Hérodote, il aurait alors déclaré : « Mes hommes sont devenus des femmes et mes femmes sont des hommes ». Selon Polyen, il aurait plutôt déclaré: « O Zeus, tu as sûrement formé des femmes avec les matériaux de l'homme et des hommes avec ceux des femmes ».
Selon Hérodote, Artémise avait déjà eu un désaccord avec Damasithyme alors qu'ils se trouvaient sur l'Hellespont Hérodote écrit : « Maintenant, même s’il est vrai qu’elle avait déjà eu des disputes avec lui avant, alors qu’ils étaient encore au niveau du passage de l’Hellespont, je ne suis cependant pas en mesure de dire si elle l’a coulé intentionnellement, ou si le navire calyndien a été coulé par hasard de cette manière ».